# Movimento de Direitos Humanos e Democracia
O Movimento para Direitos Humanas e Democracia (em inglês: Human Rights and Democracy Movement) é um partido político em Tonga.
O líder do partido é Uliti Uata.
Nas eleições parlamentares de 2005 o partido ganhou 7 assentos.